# Daniel Heinrici

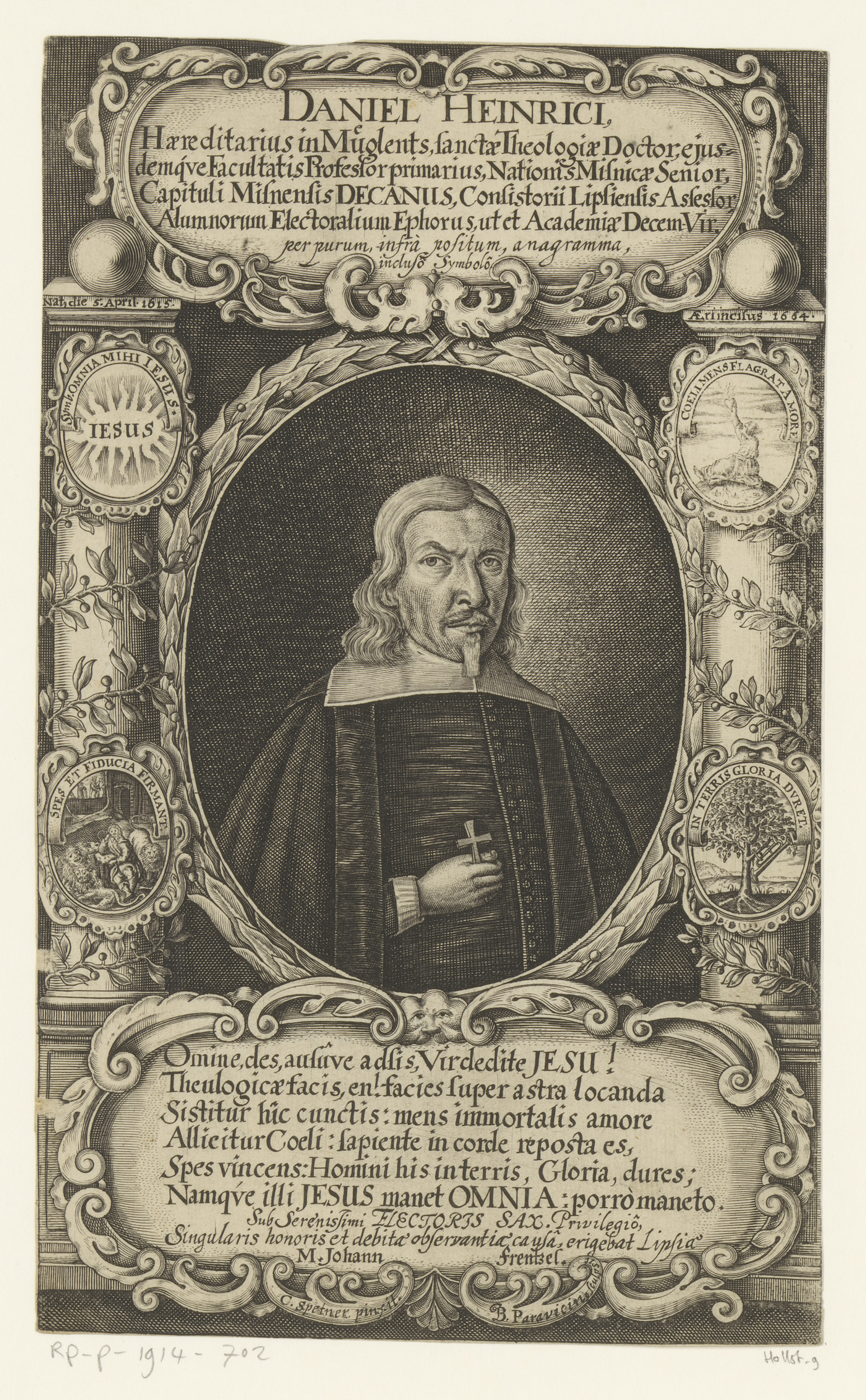
Daniel Heinrici

Daniel Heinrici (auch: Heinrich, Heinrichs; * 5. April 1615 in Chemnitz; † 15. März 1666 in Leipzig) war ein deutscher lutherischer Theologe.

## Leben
Geboren als Sohn des Handels- und Ratsherrn Matthaeus Heinrich († 15. Januar 1645) und dessen Frau Anna Wildeck († 1622), ließ er bereits in frühster Kindheit reichlich Begabung erkennen. Er besuchte die Schule in Chemnitz und genoss nebenher viel Unterricht durch Privatlehrer. So bezog er in seinem 16. Lebensjahr 1630 das kurfürstliche Gymnasium in Schulpforta, musste aber aus gesundheitlichen Gründen 1632 nach Hause zurückkehren.
Am 12. Januar 1633 begab er sich auf die Universität Wittenberg, wo er erst bei dem Theologen Jacob Weller und dann bei Daniel Sennert im Haus aufgenommen wurde. In Wittenberg besuchte er unter anderem die Vorlesungen von Martin Caselius, Johann Scharf, Johann Sperling, Jakob Weller und Martin Trost. Als er an Fieber erkrankte, riet ihm Sennert, einen Luftwechsel vorzunehmen. So begab er sich im November 1635 an die Universität Leipzig, wo er zunächst bei Andreas Bauer und später bei Johann Höpner Unterkunft fand und die Vorlesungen von Heinrich Höpfner über den Calvinismus besuchte.
1636 kehrte er nach Wittenberg zurück und erlangte am 5. April den akademischen Grad eines Magisters der Philosophie. Darauf folgend begab er sich an die Universität Jena, um ein Studium der Theologie aufzunehmen. Dort besuchte er mit besonderer Vorliebe die Vorlesungen von Johann Gerhard und hörte daneben auch bei Johann Himmel und Johannes Major. Im September 1639 erwarb er sich das Lizentiat der Theologie, ging 1640 wieder nach Leipzig, kehrte im Folgejahr nach Jena zurück und promovierte am 6. Juli zum Doktor der Theologie.
Auf Rat von Matthias Hoë von Hoënegg begab er sich nach Dresden, wo er beim Oberkonsistorium wirkte und Predigten in der Schloss- und Kreuzkirche hielt. Nach der Herausgabe einiger theologischer Schriften wurden ihm die Superintendenturen in Langensalza, Merseburg, Großenhain und 1649 in Zeitz angetragen. Diese schlug er jedoch aus, da er sich dem akademischen Leben widmen wollte. Nachdem Heinrich Höpfner verstorben war, bekam er die Möglichkeit, dessen Stelle zu übernehmen, und trat diese am 13. Juli 1642 als Professor der Theologie an der Leipziger Hochschule an. Dort erlebte er noch im gleichen Jahr die Belagerung der Stadt durch Johan Banér.
Aus diesem Grunde zog er sich nach Dresden zurück und nahm erst 1643 seine Arbeit in Leipzig wieder auf. Jedoch befahl ihn der sächsische Kurfürst Johann Georg I. von Sachsen bald zurück nach Dresden, wo er während seines dortigen Aufenthaltes einige Bücher verfasste. Als sich 1644 die Wogen des Dreißigjährigen Krieges glätteten, kehrte er wieder nach Leipzig zurück, übernahm als Ephorus die Aufsicht über die kurfürstlichen Stipendiaten, wurde 1645 Kanoniker in Meißen und Decemvir der Universität Leipzig.
1657 übernahm er von Samuel Lange das Seniorat der Landsmannschaft der Meißnerischen Nation, wurde 1658 Nachfolger Abraham Tellers als Assessor am Leipziger Konsistorium, stieg nach dem Tod von Johann Hülsemann zum ersten Professor der Theologie auf und wurde nach dem Tod von Johann Georg von Ponikau kurfürstlich sächsischer Kammerherr und Domdechant in Meißen. Im Wintersemester 1651 war er Rektor der Leipziger Hochschule und ab 1647 sieben Mal Dekan der theologischen Fakultät. An Kopfbeschwerden leidend, verlor er 1657 die Sehkraft des rechten Auges, bekam erneut erkrankt eine starke Geschwulst in den Schenkeln und dazu noch die Schwindsucht. Gesundheitlich geschwächt verstarb er und wurde am 21. März 1666 in der Leipziger Paulinerkirche beigesetzt. Dort wurde ihm auch ein Epitaph errichtet.

## Familie
Heinrici war zweimal verheiratet. Die erste Ehe ging er am 20. November 1642 mit Euphrosina Elisabeth Strauch (* 18. Januar 1617 in Dresden; † 14. September 1643 ebd.), der Tochter des Aegidius Strauch I., ein. Seine zweite Ehe schloss er am 27. Januar 1646 in Dresden mit Catharina Dorothea Findekeller, die Tochter des Kaufmanns und Ratsherrn in Dresden Johann Findekeller (* 1. April 1601 in Dresden; † 9. Juli 1632 in ebd.) und dessen Frau Anna Katharina Hübner (* 1606; † 30. August 1632 in Dresden (Pest)), der Witwe des Dresdner Arztes Ägidius Strauch (* 5. September 1610 in Oschatz; † 20. April 1643 in Dresden). Aus der 19-jährigen Ehe gingen drei Söhne hervor:
- Johann Matthaus Heinrici (* 25. Dezember 1646 in Leipzig; † 12. Dezember 1648 ebd.)[3]
- Daniel Aegidius Heinrici (* 15. April 1649 in Leipzig; † 27. Mai 1683 ebd.) Som.-Sem. 1665 Uni. Leipzig, 21. April 1666 Bacc. phil. ebd., 26. Juli 1668 Uni. Wittenberg, 28. Oktober 1670 Uni. Straßburg, bereiste deutsche Städte, Belgien, Niederlande, Frankreich und England, 8. Juni 1677 Bacc. jur. Uni. Leipzig, 24. Oktober 1678 Lic. jur. ebd., 6. November 1679 Dr. jur. ebd., Erbherr in Müglentz, ⚭ 22. Februar 1678 Maria Magdalena Schertzer (* 16. April 1661 in Leipzig; † 27. Juli 1682 ebd.), Tochter von Prof. Dr. theol. Johann Adam Schertzer und Anna Dorothea Preibisius (* 6. Januar 1643 in Leipzig; † 2. August 1669 ebd.), Tochter Dorothea Heinrici (* & † 1680 in Mansfeld)[4]
- Christian Ludwig Heinrici (* 5. Dezember 1651 in Leipzig; † 29. April 1654 ebd.)[5]

## Werkauswahl
- Disputatio pneumatologica de angelis. Präside: Jakob Weller. Wittenberg, 1635, (Digitalisat)
- Christo Faventie! Scholae Philologicae Pars Prior. Resp Johannes Scheller (* Plauen). Jena, 1638, (Digitalisat)
- Scholae Philologicae Pars Posterior. Resp: Michael Heusinger.[6]
- Disputatio Theologica De Primo abusuum in August. Confess. articulo, concernente Communionem Eucharistiae Sub Utraque Specie, opposita Quaestionibus Secundae Et Tertiae, quas inferuit Articulo XI. Anatomiae Confessionis August. Thomas Henrici, Pontificius, & In Illustri Academia Ienensi, ex decreto Venerandae Facultatis Theologicae. Präside: Salomo Glassius Jena, 1639
- Cultoribus Sacrosanctae Theologiae In Academiae Lipsiensi Salutem Ac Pacem Apprecatur Daniel Heinrici ... . Leipzig, 1643, (Digitalisat)
- Doctrinae de termino vitae humanae synopsis. Resp. Friedrich Rappolt. Leipzig, 1644, (Digitalisat)
- Ad orationem de unico sacrosanctae theologiae principio, quod est scriptura libris propheticis et apostolicis comprehensa. Leipzig, 1644, (Digitalisat)
- Mysterium Oeconomiae / Quod Ex Epistolae Ad Colossenses Scriptae Capitis Secundi Commate Nono. Resp. Caspar Wagner.[7] Leipzig, 1645 (Digitalisat)
- Mysterium oeconomiae, quod, ex evangelii Joannaei capitis primi commate decimo quarto. Resp. Johann Walther. Leipzig, 1645, (Digitalisat)
- Ad Parentationem Super Obitum Luctuosissimum Reverendi Admodum Ac Viri, Dn. Johannis Höpneri ... . Leipzig, 1645, (Digitalisat)
- Ad orationem, qua Fernandus Caponius, nobilis Florentinus, Lutherana agnita veritate, religionem pontificiam, utpote quae adversatur ... . Leipzig, 1645, (Digitalisat)
- Mysterium Oeconomiae / Quod Ex Epistolae Ad Timotheum Prioris Capitis Tertii Commate Ultimo. Resp. Friedrich Lanckisch.[8] Leipzig, 1647, (Digitalisat)
- De angelorum bonorum natura officioque meditatio. Resp. Johann Kutschreiter[9]
- Typus adscensionis dominicae illustrissimus, hoc est, de Henochi immutatione et in Coelos translatione disputatio. Resp. Johann Müller.[10] Leipzig, 1647, (Digitalisat)
- Dissertatio Theologica De Christiano, e Verbo Dei quoad nomen & requisita delineato. Resp. Johann Rollius[11]. Leipzig, 1648, (Digitalisat)
- Disputatio theologica ex epistolae ad galatas scriptae capite primo integro. Resp. Daniel Wilhelmi. Leipzig, 1649 (Digitalisat)
- Nahumus pacificus Hoc est Dissertatio ex Mahumo propheta de pace theologica. Leipzig, 1650, (Digitalisat)
- Tractatus de Inspiratione verborum S. Script,
- Christianus delineatus
- Christologia Orthodoxa
- De Vitae humanae termino
- Scholae Philogicae
- Die Lehre vom Leiden Christi